# Carner (bolet)
```
 
```

|  | Per a altres significats sobre carner o altres bolets que s'han anomenat carner, vegeu «carner». |

S'anomenen carners aquells bolets que creixen a partir d’una massa fúngica carnosa i soterrada. Acostumen a constituir una flota densa (flota carnera), però n'hi ha que neixen isolats.
Els bolets carners són espècies del gènere Lyophyllum (família de les liofil·làcies). Tot i que no totes les espècies del gènere formen una massa carnosa soterrada, un carnús, per similitud totes les espècies del gènere s'anomenen carners. També per semblança, s'anomena carner bord (Entoloma sinuatum)', un fong tòxic que ha provocat greus intoxicacions gastrointestinals.
Les espècies de carners són: 

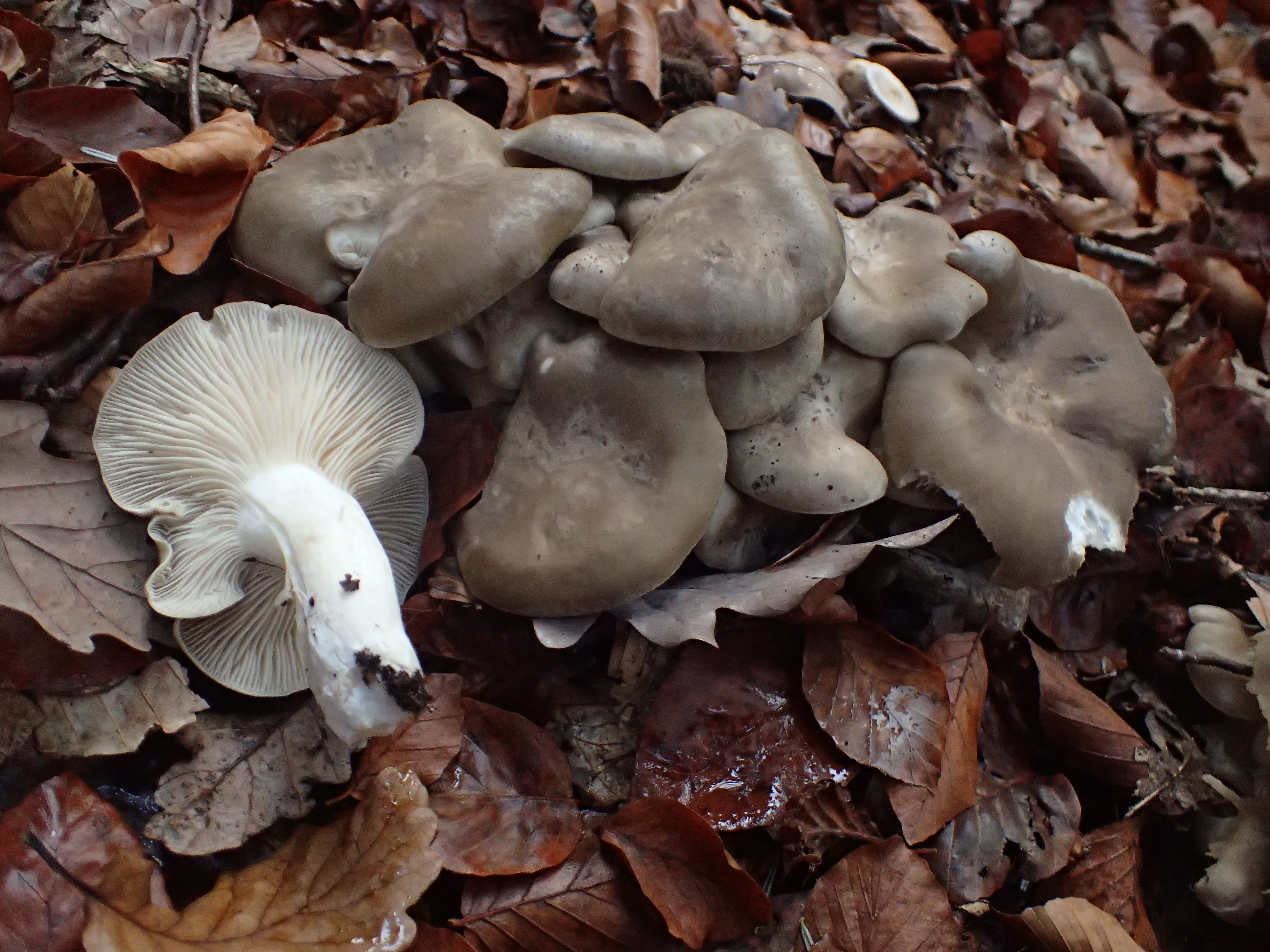
Carner de bruc (Lyophyllum decastes)

- Lyophyllum decastes, carner de bruc,[4] flota de bruc[5]
- Lyophyllum fumosum, carner cendrós,[4] flota de bruc cendrosa[5]
- Lyophyllum loricatum, carner de pell gruixuda
- Lyophyllum rhopalopodium, carner de peu gros
- Lyophyllum infumatum, Carner afumat
- Lyophyllum semitale, carner dels camins
- Lyophyllum transforme, carner ennegridor
- Lyophyllum shimeji, honshimeji, carner de pi japonès

Altres bolets anomenats carners però pertanyents a un gènere diferent:
- Hypsizygus marmoreus, bunashimeji, carner de faig japonès
- Hypsizygus marmoreus, bunapishimeji, carner blanc de faig japonès
- Leucocybe connata, carner blanc
- Entoloma sinuatum, carner bord

Totes les espècies del gènere Lyophyllum indicades més amunt es consideren comestibles.